# Lakshmi Mittal
Lakshmi Niwas Mittal (Sadulpur, 15 de junho de 1950) é um empresário indiano. É presidente (CEO) da Arcelor Mittal. Responsável por recursos humanos, marketing e coordenação comercial, associações, negócios internacionais, compras, TI e área legal. Fundou a Mittal Steel em 1976 e comandou o processo que culminou com a criação da Arcelor Mittal em 2006. É apontado como um dos principais responsáveis pela nova configuração da indústria do aço em âmbito mundial. Foi considerado pela Forbes como o quarto homem mais rico do mundo em 2008, com uma fortuna estimada em 45 bilhões de dólares. Em 2012, ocupa a 21ª posição no ranking, com $20.7 bilhões de dólares.
Nascido na Índia, fixou residência na Inglaterra há mais de 20 anos.